# 埼玉県道226号入間市停車場線
埼玉県道226号入間市停車場線（さいたまけんどう226ごう いるましていしゃじょうせん）は、埼玉県入間市内に設定されている一般県道である。

## 路線概要
- 起点：入間市停車場
- 終点：国道463号交点
- 総距離：473m

## 通過する自治体
- 埼玉県
  - 入間市

## 接続・交差する主な道路
- 国道463号

## 沿線
- 西武池袋線 入間市駅
- 丸広百貨店入間店